# Capital District Islanders
I Capital District Islanders sono stati una squadra di hockey su ghiaccio dell'American Hockey League con sede nella città di Troy, nello stato di New York. Nati nel 1990 e sciolti nel 1993, nel corso degli anni sono stati affiliati alla franchigia dei New York Islanders.

## Storia
All'inizio degli anni 1990 la International Hockey League si espanse dalla regione dei Grandi laghi trasferendo i Fort Wayne Komets ad Albany (gli Albany Choppers), nonostante la concorrenza rappresentata dalla AHL avesse già una propria franchigia nella regione della valle dell'Hudson, gli Adirondack Red Wings con sede a Glens Falls. Nella speranza di sabotare i tentativi della IHL la AHL permise la creazione di un'altra franchigia nella regione di Albany. Gli Islanders cambiarono affiliazione passando dai campioni in carica della Calder Cup, gli Springfield Indians, ai neonati Capital District Islanders. Alla fine della lotta fra le due leghe i Choppers si dovettero sciogliere a metà stagione.
Nel 1993 il proprietario degli Islanders Michael Cantanucci vendette la squadra al magnate Albert Lawrence. Lawrence cambiò il nome della squadra in Albany River Rats, si affiliò ai New Jersey Devils e si trasferì presso la Knickerbocker Arena, la stessa arena scelta dagli Albany Choppers nel 1990.

### Affiliazioni
Nel corso della loro storia i Capital District Islanders sono stati affiliati alle seguenti franchigie della National Hockey League:
- New York Islanders: (1990-1993)

## Record stagione per stagione
| Stagione                   | Division | Gare | V  | S  | P  | Punti | GF  | GS  | Piazzamento | Play-off                         |
| -------------------------- | -------- | ---- | -- | -- | -- | ----- | --- | --- | ----------- | -------------------------------- |
| Capital District Islanders |          |      |    |    |    |       |     |     |             |                                  |
| 1990-91                    | South    | 80   | 28 | 43 | 9  | 65    | 284 | 323 | 7°          |                                  |
| 1991-92                    | North    | 80   | 32 | 37 | 11 | 75    | 261 | 289 | 4°          | perde 1º turno (Springfield) 3-4 |
| 1992-93                    | North    | 80   | 34 | 34 | 12 | 80    | 280 | 285 | 3°          | perde 1º turno (Adirondack) 0-4  |

## Record della franchigia

### Singola stagione
Gol: 41  Iain Fraser (1992-93)
Assist: 69  Iain Fraser (1992-93)
Punti: 110  Iain Fraser (1992-93)
Minuti di penalità: 291  Kevin Cheveldayoff (1990-91)

### Carriera
Gol: 82  Brent Grieve
Assist: 109  Richard Kromm
Punti: 168  Greg Parks
Minuti di penalità: 537  Dean Chynoweth
Partite giocate: 231  Richard Kromm